# Vzpírání na Letních olympijských hrách 1952
Vzpěračské soutěže na Letních olympijských hrách 1952 v Helsinkách.

## Medailisté

### Muži
| Kategorie | Zlato                                             | Stříbro                                         | Bronz                                    |
| --------- | ------------------------------------------------- | ----------------------------------------------- | ---------------------------------------- |
| 56 kg     | Ivan Udodov · Sovětský svaz (URS)                 | Mahmoud Namjoo · Írán (IRI)                     | Ali Mirzaei · Írán (IRI)                 |
| 60 kg     | Rafael Čimiškjan · Sovětský svaz (URS)            | Nikolai Saksonov · Sovětský svaz (URS)          | Rodney Wilkes · Trinidad a Tobago (TRI)  |
| 67,5 kg   | Tommy Kono · Spojené státy americké (USA)         | Yevgeni Lopatin · Sovětský svaz (URS)           | Vern Barberis · Austrálie (AUS)          |
| 75 kg     | Peter George · Spojené státy americké (USA)       | Gérald Gratton · Kanada (CAN)                   | Kim Sung-Jip · Jižní Korea (KOR)         |
| 82,5 kg   | Trofim Lomakin · Sovětský svaz (URS)              | Stanley Stanczyk · Spojené státy americké (USA) | Arkadi Vorobyev · Sovětský svaz (URS)    |
| 90 kg     | Norbert Schemansky · Spojené státy americké (USA) | Grigorij Novak · Sovětský svaz (URS)            | Lennox Kilgour · Trinidad a Tobago (TRI) |
| +90 kg    | John Davis · Spojené státy americké (USA)         | James Bradford · Spojené státy americké (USA)   | Humberto Selvetti · Argentina (ARG)      |

## Přehled medailí
| Pořadí | Země                         | Zlato | Stříbro | Bronz | Celkově |
| ------ | ---------------------------- | ----- | ------- | ----- | ------- |
| 1      | Spojené státy americké (USA) | 4     | 2       | 0     | 6       |
| 2      | Sovětský svaz (URS)          | 3     | 3       | 1     | 7       |
| 3      | Írán (IRI)                   | 0     | 1       | 1     | 2       |
| 4      | Kanada (CAN)                 | 0     | 1       | 0     | 1       |
| 5      | Trinidad a Tobago (TRI)      | 0     | 0       | 2     | 2       |
| 6      | Argentina (ARG)              | 0     | 0       | 1     | 1       |
| 6      | Austrálie (AUS)              | 0     | 0       | 1     | 1       |
| 6      | Jižní Korea (KOR)            | 0     | 0       | 1     | 1       |
| Celkem | Celkem                       | 7     | 7       | 7     | 21      |